# Lamberto Tassinari
Lamberto Tassinari (* 28. Februar 1945 in Castelfiorentino) ist ein italienischer Autor und Herausgeber. International bekannt wurde er vor allem durch sein Buch 'John Florio: The Man Who Was Shakespeare'.

## Leben
Lamberto Tassinari wurde am 28. Februar 1945 in Castelfiorentino geboren. Seine Kindheit verbrachte er auf der Insel Elba. Nach einem Studium der Philosophie an der Universität Florenz lebte er in Rom, Mailand und Turin, wo er als Lektor und in mehreren Verlagen tätig war. Er zog nach Montreal und erhielt 1981 den Residentenstatus. Zwei Jahre später gründete er zusammen mit drei anderen Autoren das transkulturelle Magazin ViceVersa, das er bis zur letzten Ausgabe im Dezember 1996 leitete. ViceVersa war eine vierteljährliche Zeitschrift, die in den 80er und 90er Jahren Artikel in der Originalsprache (Französisch, Englisch, Italienisch und Spanisch) ohne Übersetzungen veröffentlichte. Tassinari nahm als Chefredakteur an vielen Symposien und internationalen Veranstaltungen teil, darunter: am Forum L'État des Revues im Centre Pompidou in Paris, 1987; am Symposium Città Nuova, Nuova Città beim 31. Festival dei Popoli in Florenz, 1990; und am Symposium Pluralism and Literature an der Carleton University, Ottawa, im Jahr 1990.
Zwischen 1982 und 2007 lehrte er italienische Sprache und Literatur an der Universität Montreal.

## Florio-Theorie zur Autorschaft Shakespeares
Im Jahr 2009 sorgte Tassinari mit der Veröffentlichung des Buchs John Florio: The Man Who Was Shakespeare für Aufsehen. Darin vertrat er die These, dass sowohl Shakespeares Vorliebe für italienische Schauplätze als auch seine Kenntnisse über Italien das übersteigen, was für den historischen William Shakespeare aus Stratford glaubwürdig sei. Tassinari versucht insofern über eine Vielzahl an Indizien nachzuweisen, dass John Florio unter dem Pseudonym William Shakespeare veröffentlicht habe.

### Abgrenzung von der Crollalanza-Theorie
In einer öffentlichen Diskussion im Jahr 2011 bestand Tassinari darauf, dass jener Michelangelo oder Michel Agnolo [sic] Florio, der in seinem Buch vorkommt, immer Michelangelo Florio ist, der gut bezeugte und in Norditalien geborene Vater des elisabethanischen Humanisten John Florio, der nicht gleichgesetzt werden könne mit dem sizilianischen „Crollalanza“, den er für einen schlecht dokumentierten und unwirklichen Cousin („fantomatico cugino“) John Florios hält.

## Buchveröffentlichungen
- 1985: Durante la Partenza
- 1999: Utopies par le Hublot
- 2009: John Florio: The Man Who Was Shakespeare, Giano Books, Montreal (ebenfalls erschienen auf Italienisch 2008 und Französisch 2016)